# Dürr-i meknûn
Dürr-i meknûn (Les perles cachées) est un ouvrage de type encyclopédique en prose rédigé au XVe siècle, en turc ottoman, traditionnellement attribué à Ahmed Bican (mort vers 1466). Cette compilation de matériels variés est organisée de façon chronologique, depuis le Temps avant le commencement du temps jusqu'au lendemain de l'Apocalypse. Les métamorphoses en sont le thème dominant, toute sorte de transformations se produisant sur un arrière-plan de bouleversements cosmiques.

## Importance
Comme la première moitié du XVe siècle a été cruciale pour le développement de la langue turque, le Dürr-i meknûn constitue une source d'informations importantes sur la culture et la langue du début de l'empire ottoman. Bican a délibérément choisi de rédiger son livre dans la langue turque vernaculaire parlée par les gens ordinaires, en réaction contre l'usage généralisé de l'arabe et du persan parmi les élites cultivées. L'ouvrage n'a pas été imprimé, mais une centaine de manuscrits en ont été conservés, preuve d'une popularité qui a duré jusqu'au milieu du XIXe siècle.

## Auteur
Dürr-i meknûn est un ouvrage anonyme attribué à Ahmed Bican. Une analyse linguistique et comparative avec d'autres ouvrages du même auteur semble confirmer cette tradition. Le manuscrit original ne nous est pas parvenu. On ne connaît pas avec certitude l'année de la rédaction. Yerasimos, se basant sur le ton eachatologique de l'ouvrage, suppose que celui-ci était dû à la chute de Constantinople et place donc la date de rédaction peu après 1453. Le chercheur néerlandais Laban Kaptein, pour sa part, conteste cette hypothèse à la suite d'une analyse minutieuse de la section du livre sur la fin des temps.

## Plan du volume
Bican a divisé son livre en 18 chapitres, par référence aux 18 000 mondes créés par Dieu.
Chapitre 1: sur les cieux, le trône, le trône céleste, les tables de la loi, le ciel et l'enfer, la lune, le soleil et les étoiles, les chérubins ;
Chapitre 2: sur la Terre et ses merveilles, les créatures qui y vivent, et sur l'enfer ;
Chapitre 3: sur la surface terrestre et les créatures ;
Chapitre 4: sur la science de la géodésie, les zones climatiques, les jours et les heures ;
Chapitre 5: sur les merveilleuses montagnes ;
Chapitre 6: sur les mers, les îles et leur grande diversité de créatures ;
Chapitre 7: sur les villes, les mosquées, les monastères; légende de la fondation d'Istamboul par les Turcs ;
Chapitre 8: sur les merveilleuses mosquées et les monastères ;
Chapitre 9: sur le trône de Süleyman (Salomon) ;
Chapitre 10: sur le trône de Bilqis reine de Saba, et sa visite à Süleyman ;
Chapitre 11: sur la durée de la vie; notes sur la physiognomonie ;
Chapitre 12: sur les places détruites par la colère de Dieu ;
Chapitre 13: sur les propriétés des plantes, des fruits et des pierres, selon les docteurs ;
Chapitre 14: sur les images, les statues; légendes de quelques villes ;
Chapitre 15: sur les oiseaux, notamment le simurgh ;
Chapitre 16: sur la science occulte de jafr et ses signes secrets (numérologie islamique, voir aussi kabbalah); sur ce qui se passe en ce monde et dans l'au-delà ;
Chapitre 17: sur les signes annonciateurs du Jugement dernier ;
Chapitre 18: sur la fin des temps.

## Dans la culture populaire
Nedim Gürsel, Le roman du Conquérant, traduit du turc par Timour Muhidine, Paris, Seuil, 1996  (ISBN 978-2020382083)